# Кобилочка солов'їна
Коби́лочка солов'ї́на (Locustella luscinioides) — горобцеподібний птах родини кобилочкових. В Україні — гніздовий птах майже на всій території (крім Карпат).

## Опис
Птах розміром з горобця. Маса тіла: 14—16 г, довжина тіла: близько 14 см. Оперення верху рудувато-буре; над оком вузька світла «брова», іноді непомітна; горло біле; воло бурувате; груди й черево білуваті; боки тулуба сірувато-бурі; махові пера бурі; хвіст бурий, східчастий; дзьоб бурий; лапки жовтувато-бурі. Характерною ознакою всіх кобилочок є ступінчастий хвіст із довгими нижніми покривними перами. Молоді птахи схожі на дорослих, але на волі в них помітні виразні плямки.
Тримається серед густих заростей, співає в сутінках і вночі. Звуки: пісня починається уривчастими цмокаючими звуками, які нагадують булькання болотних пухирів, що лопаються, а далі переходить у довготривале «црррр…» високої тональності.

## Охорона
Перебуває під охороною Бернської конвенції.

## Галерея
- Locustella luscinioides

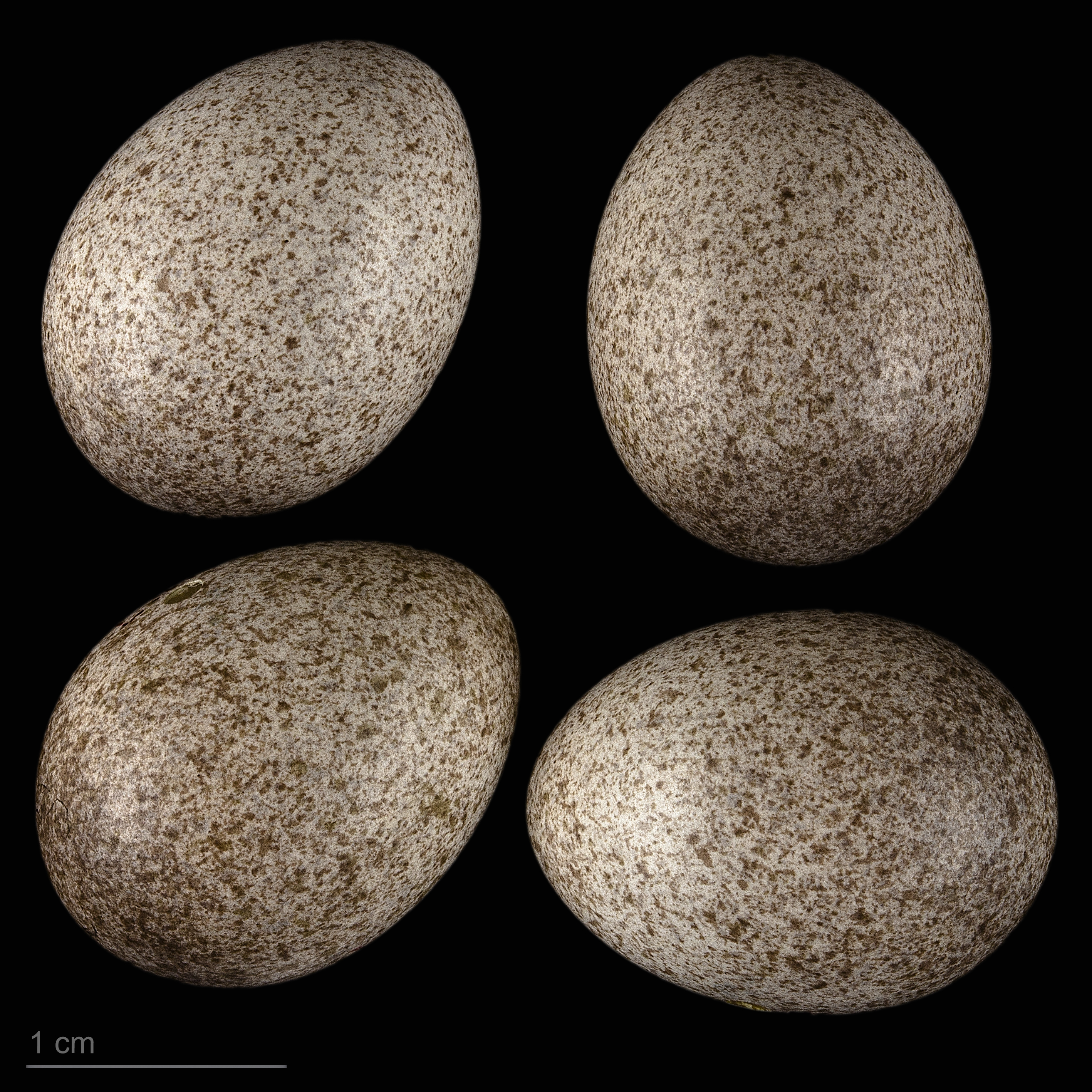
Яйце Locustella luscinioides — Тулузький музей